# Leleger
Als Leleger (altgriechisch Λέλεγες, lateinisch Leleges) wurde in der Antike eine Bevölkerung Griechenlands und Kleinasiens bezeichnet, die wie die Pelasger nicht griechisch sprach und vermutlich zu den vorindogermanischen Bewohnern zählte. Zum Teil verstand man im alten Griechenland unter Lelegern auch achäische Griechen aus Kleinasien.

## Leleger als Volksstamm
Nach den frühesten griechischen Autoren und Überlieferungen waren die Leleger vor allem in West- und Südwest-Kleinasien, dort den Karern benachbart, ansässig. Spätere Quellen nennen Leleger auch als sehr frühe Bewohner einiger griechischer Regionen oder Orte. Die moderne Forschung nimmt  an, dass der Name Leleger keine eigene (autochthone), sondern eine griechische Bezeichnung ist. Allerdings gibt die Bibliotheke des Apollodor als Ursprung den einheimischen Namen eines Königs Lelex an. Die zahlreichen Erwähnungen bei antiken Autoren beweisen, dass in klassischer Zeit eine Bevölkerung mit nichtgriechischem Idiom in einigen Gegenden Griechenlands noch fassbar war (siehe ägäische Sprachen).

## Leleger in Kleinasien
Homers Ilias gibt die Leleger als Bundesgenossen der Trojaner an, obwohl sie in dem Katalog der Trojaner in der Ilias nicht nochmals erwähnt werden und ihre Herkunft nicht genannt wird. Allgemein ist eine Abgrenzung von anderen Völkern nicht immer eindeutig.  Daher stellt sich die Frage, ob die Leleger vielleicht mit den vor-indogermanischen Pelasgern oder anderen indogermanischen Völkern Kleinasiens wie den Luwiern, Lydern oder Phrygern identisch sind.

## Leleger in Griechenland und der Ägäis
Nach Hesiod waren die Leleger auch in Lokris in Zentralgriechenland ansässig. Herodot, der selbst aus Ionien/Karien stammte, behauptet, dass die Leleger mit Minos auf Kreta zusammenhingen und von den einwandernden griechischen Stämmen der Dorer und Ionier nach Südwest-Kleinasien vertrieben und später als Karer bezeichnet wurden. Als Karer finden die Leleger auch bei anderen Autoren Erwähnung.
Andere Autoren des 4. Jahrhunderts siedeln die Leleger auch in Böotien, in Leukas, in Thessalien, Euboia, Megara, Lakedaimonien und Messenien an.
Dies veranlasste verschiedene Autoren zu der Annahme einer Einwanderung. Andere haben daraus geschlossen, dass die Leleger überall Reste einer vorindogermanischen autochthonen Bevölkerung im östlichen Mittelmeer-Raum darstellen.